# Łukasz Pawłowski
Łukasz Zygmunt Pawłowski (Toruń, 11 giugno 1983) è un canottiere polacco, vincitore della medaglia d'argento nel 4 senza pesi leggeri ai Giochi olimpici di Pechino 2008.

## Palmarès
- Olimpiadi

Pechino 2008: argento nel 4 senza pesi leggeri.